# Lijst van brutoformules C10
Dit lemma is een onderdeel van de lijst van brutoformules met tien koolstofatomen.

## C10H0
| Brutoformule                      | Naam |
| --------------------------------- | --- |
| {\displaystyle {\ce {C10Cl8}}}    | Octachloornaftaleen |
| {\displaystyle {\ce {C10Cl8}}}    | Perchloorfulvaleen ~ in vergelijking met fulvaleen                                                                          |
| {\displaystyle {\ce {C10Cl10O}}}  | Chloordecon ~ als insecticide ~ afbraakproduct mirex                                                                        |
| {\displaystyle {\ce {C10Cl12}}}   | Mirex ~ uit hexachloorcyclopentadieen                                                                                       |
| {\displaystyle {\ce {C10F18}}}    | Perfluordecaline ~ als Fluorkoolstof                                                                                        |
| {\displaystyle {\ce {C10Mn2O10}}} | Decacarbonyldimangaan {\displaystyle {\ce {(CO)5Mn-Mn(CO)5}}}                                                               |
| {\displaystyle {\ce {C10O8}}}     | Benzochinontetracarbonzuurdianhydride ~ als Koolstofoxide Kopje Nieuwe oxides                                               |
| {\displaystyle {\ce {C10O10}}}    | Tetrahydroxy-1,4-benzochinonbisoxalaat ~ als Koolstofoxide Kopje Nieuwe oxides                                              |
| {\displaystyle {\ce {C10O10}}}    | 1,4-benzochinontetracarboxylaat, {\displaystyle {\ce {C10O10^{4-}}}} ~ vierwaardig anion van 1,4-benzochinontetracarbonzuur |
| {\displaystyle {\ce {C10O10Re2}}} | Dirheniumdecacarbonyl {\displaystyle {\ce {(CO)5Re-Re(CO)5}}}                                                               |

## C10H2
| Brutoformule                        | Naam                                                       |
| ----------------------------------- | ---------------------------------------------------------- |
| {\displaystyle {\ce {C10H2Cl6}}}    | 1,2,3,4,5,6-hexachloornaftaleen ~ als hexachloornaftaleen  |
| {\displaystyle {\ce {C10H2Cl6}}}    | 1,2,3,4,5,7-hexachloornaftaleen ~ als hexachloornaftaleen  |
| {\displaystyle {\ce {C10H2Cl6}}}    | 1,2,3,4,5,8-hexachloornaftaleen ~ als hexachloornaftaleen  |
| {\displaystyle {\ce {C10H2Cl6}}}    | 1,2,3,4,6,7-hexachloornaftaleen ~ als hexachloornaftaleen  |
| {\displaystyle {\ce {C10H2Cl6}}}    | 1,2,3,5,6,7-hexachloornaftaleen ~ als hexachloornaftaleen  |
| {\displaystyle {\ce {C10H2Cl6}}}    | 1,2,3,5,6,8-hexachloornaftaleen ~ als hexachloornaftaleen  |
| {\displaystyle {\ce {C10H2Cl6}}}    | 1,2,3,5,7,8-hexachloornaftaleen ~ als hexachloornaftaleen  |
| {\displaystyle {\ce {C10H2Cl6}}}    | 1,2,3,6,7,8-hexachloornaftaleen ~ als hexachloornaftaleen  |
| {\displaystyle {\ce {C10H2Cl6}}}    | 1,2,4,5,6,8-hexachloornaftaleen ~ als hexachloornaftaleen  |
| {\displaystyle {\ce {C10H2Cl6}}}    | 1,2,4,5,7,8-Hexachloornaftaleen ~ als hexachloornaftaleen  |
| {\displaystyle {\ce {C10H2O6}}}     | Pyromellietzuurdianhydride ~ anhydride van pyromellietzuur |
| {\displaystyle {\ce {C10H2O10Os3}}} | Decacarbonyldihydridotriosmium                             |

## C10H3
| Brutoformule                     | Naam                                                      |
| -------------------------------- | --------------------------------------------------------- |
| {\displaystyle {\ce {C10H3Cl5}}} | 1,2,3,4,5-pentachloornaftaleen ~ als pentachloornaftaleen |
| {\displaystyle {\ce {C10H3Cl5}}} | 1,2,3,4,6-pentachloornaftaleen ~ als pentachloornaftaleen |
| {\displaystyle {\ce {C10H3Cl5}}} | 1,2,3,5,6-pentachloornaftaleen ~ als pentachloornaftaleen |
| {\displaystyle {\ce {C10H3Cl5}}} | 1,2,3,5,7-pentachloornaftaleen ~ als pentachloornaftaleen |
| {\displaystyle {\ce {C10H3Cl5}}} | 1,2,3,5,8-pentachloornaftaleen ~ als pentachloornaftaleen |
| {\displaystyle {\ce {C10H3Cl5}}} | 1,2,3,6,7-pentachloornaftaleen ~ als pentachloornaftaleen |
| {\displaystyle {\ce {C10H3Cl5}}} | 1,2,3,6,8-pentachloornaftaleen ~ als pentachloornaftaleen |
| {\displaystyle {\ce {C10H3Cl5}}} | 1,2,3,7,8-pentachloornaftaleen ~ als pentachloornaftaleen |
| {\displaystyle {\ce {C10H3Cl5}}} | 1,2,4,5,6-pentachloornaftaleen ~ als pentachloornaftaleen |
| {\displaystyle {\ce {C10H3Cl5}}} | 1,2,4,5,7-pentachloornaftaleen ~ als pentachloornaftaleen |
| {\displaystyle {\ce {C10H3Cl5}}} | 1,2,4,5,8-pentachloornaftaleen ~ als pentachloornaftaleen |
| {\displaystyle {\ce {C10H3Cl5}}} | 1,2,4,6,7-pentachloornaftaleen ~ als pentachloornaftaleen |
| {\displaystyle {\ce {C10H3Cl5}}} | 1,2,4,6,8-pentachloornaftaleen ~ als pentachloornaftaleen |
| {\displaystyle {\ce {C10H3Cl5}}} | 1,2,4,7,8-pentachloornaftaleen ~ als pentachloornaftaleen |

## C10H4
| Brutoformule                     | Naam                           |
| -------------------------------- | ------------------------------ |
| {\displaystyle {\ce {C10H4O10}}} | 1,4-benzochinontetracarbonzuur |

## C10H5
| Brutoformule                       | Naam                                                                                 |
| ---------------------------------- | ------------------------------------------------------------------------------------ |
| {\displaystyle {\ce {C10H5ClN2}}}  | CS-gas ~ IUPAC: o-chloorbenzylideenmalonnitril                                       |
| {\displaystyle {\ce {C10H5Cl3}}}   | 1,2,3-trichloornaftaleen ~ als trichloornaftaleen                                    |
| {\displaystyle {\ce {C10H5Cl3}}}   | 1,2,4-trichloornaftaleen ~ als trichloornaftaleen                                    |
| {\displaystyle {\ce {C10H5Cl3}}}   | 1,2,5-trichloornaftaleen ~ als trichloornaftaleen                                    |
| {\displaystyle {\ce {C10H5Cl3}}}   | 1,2,6-trichloornaftaleen ~ als trichloornaftaleen                                    |
| {\displaystyle {\ce {C10H5Cl3}}}   | 1,2,7-trichloornaftaleen ~ als trichloornaftaleen                                    |
| {\displaystyle {\ce {C10H5Cl3}}}   | 1,2,8-trichloornaftaleen ~ als trichloornaftaleen                                    |
| {\displaystyle {\ce {C10H5Cl3}}}   | 1,3,5-trichloornaftaleen ~ als trichloornaftaleen                                    |
| {\displaystyle {\ce {C10H5Cl3}}}   | 1,3,6-trichloornaftaleen ~ als trichloornaftaleen                                    |
| {\displaystyle {\ce {C10H5Cl3}}}   | 1,3,7-trichloornaftaleen ~ als trichloornaftaleen                                    |
| {\displaystyle {\ce {C10H5Cl3}}}   | 1,3,8-trichloornaftaleen ~ als trichloornaftaleen                                    |
| {\displaystyle {\ce {C10H5Cl3}}}   | 1,4,5-trichloornaftaleen ~ als trichloornaftaleen                                    |
| {\displaystyle {\ce {C10H5Cl3}}}   | 1,4,6-trichloornaftaleen ~ als trichloornaftaleen                                    |
| {\displaystyle {\ce {C10H5Cl3}}}   | 1,6,7-trichloornaftaleen ~ als trichloornaftaleen                                    |
| {\displaystyle {\ce {C10H5Cl3}}}   | 2,3,6-trichloornaftaleen ~ als trichloornaftaleen                                    |
| {\displaystyle {\ce {C10H5Cl7}}}   | Heptachloor ~ IUPAC: 1,4,5,6,7,8,8-heptachloor-3a,4,7,7a-tetrahydro-4,7-methaaninden |
| {\displaystyle {\ce {C10H5F6IO4}}} | (Bis(trifluoroacetoxy)jood)benzeen                                                   |

## C10H6
| Brutoformule                       | Naam                                      |
| ---------------------------------- | ----------------------------------------- |
| {\displaystyle {\ce {C10H5ClN5O}}} | Triazoxide                                |
| {\displaystyle {\ce {C10H6Cl8}}}   | Chlordaan                                 |
| {\displaystyle {\ce {C10H6N4O2}}}  | isoalloxazine ~ basiselement in Flavines  |
| {\displaystyle {\ce {C10H6O8}}}    | Pyromellietzuur                           |
| {\displaystyle {\ce {C10H6O2}}}    | Naftochinon ~ Ook wel: 1,4-naftochinon    |
| {\displaystyle {\ce {C10H6O3}}}    | Juglon ~ IUPAC: 5-hydroxy-1,4-naftochinon |

## C10H7
| Brutoformule                        | Naam                                           |
| ----------------------------------- | ---------------------------------------------- |
| {\displaystyle {\ce {C10H7Cl2N3O}}} | Anagrelide                                     |
| {\displaystyle {\ce {C10H7NO2}}}    | Chinaldinezuur ~ chinoline-2-carbonzuur        |
| {\displaystyle {\ce {C10H7NO2}}}    | 1-nitronaftaleen of 2-nitronaftaleen           |
| {\displaystyle {\ce {C10H7NO3}}}    | Kynureenzuur ~ 4-hydroxychinoline-2-carbonzuur |
| {\displaystyle {\ce {C10H7N3S}}}    | thiabendazool                                  |

## C10H8
| Brutoformule                          | Naam |
| ------------------------------------- | --- |
| {\displaystyle {\ce {C10H8}}}         | Azuleen ~ als aromatische verbinding                                                                                        |
| {\displaystyle {\ce {C10H8}}}         | Naftaleen ~ als aromatische verbinding, polycyclische aromatische koolwaterstof, [2]aceen, [2]heliceen                      |
| {\displaystyle {\ce {C10H8}}}         | fulvaleen ~ Formule: {\displaystyle {\ce {(C5H4)2}}} ~ Ook wel: pentafulvaleen ~ als stamverbinding voor tetrathiafulvaleen |
| {\displaystyle {\ce {C10H8ClN3O}}}    | Chloridazon |
| {\displaystyle {\ce {C10H8Cl8}}}      | Toxafeen ~ polygechloreerd kamfer                                                                                           |
| {\displaystyle {\ce {C10H8N2}}}       | 2,2'-bipyridine ~ als bipyridine, ligand in rutheniumtri(bispyridine)                                                       |
| {\displaystyle {\ce {C10H8N2}}}       | 2,3'-bipyridine ~ als bipyridine                                                                                            |
| {\displaystyle {\ce {C10H8N2}}}       | 2,4'-bipyridine ~ als bipyridine                                                                                            |
| {\displaystyle {\ce {C10H8N2}}}       | 3,3'-bipyridine ~ als bipyridine                                                                                            |
| {\displaystyle {\ce {C10H8N2}}}       | 3,4'-bipyridine ~ als bipyridine                                                                                            |
| {\displaystyle {\ce {C10H8N2}}}       | 4,4'-bipyridine ~ als bipyridine                                                                                            |
| {\displaystyle {\ce {C10H8N2O2S2Zn}}} | Zinkpyrithion |
| {\displaystyle {\ce {C10H8Na}}}       | Natriumnaftalenide |
| {\displaystyle {\ce {C10H8O}}}        | 1-naftol ~ Ook wel: α-naftol                                                                                                |
| {\displaystyle {\ce {C10H8O}}}        | 2-naftol ~ Ook wel: β-naftol                                                                                                |
| {\displaystyle {\ce {C10H8O4}}}       | Furoine |

## C10H9
| Brutoformule                         | Naam                                                     |
| ------------------------------------ | -------------------------------------------------------- |
| {\displaystyle {\ce {C10H9AgN4O2S}}} | Zilversulfadiazine                                       |
| {\displaystyle {\ce {C10H9ClN4S}}}   | Thiacloprid                                              |
| {\displaystyle {\ce {C10H9Cl4NO2S}}} | Captafol                                                 |
| {\displaystyle {\ce {C10H9N}}}       | Benzazepine                                              |
| {\displaystyle {\ce {C10H9N}}}       | Chinaldine (α-methylchinoline)                           |
| {\displaystyle {\ce {C10H9N}}}       | Lepidine (γ-methylchinoline)                             |
| {\displaystyle {\ce {C10H9N}}}       | 1-naftylamine ~ Ook wel: 1-aminonaftaleen, α-naftylamine |
| {\displaystyle {\ce {C10H9N}}}       | 2-naftylamine ~ Ook wel: 2-aminonaftaleen, β-naftylamine |
| {\displaystyle {\ce {C10H9NO}}}      | APAAN, alfa-fenylacetoacetonitril                        |
| {\displaystyle {\ce {C10H9NO2}}}     | Indool-3-azijnzuur                                       |
| {\displaystyle {\ce {C10H9N5O}}}     | Kinetine ~ IUPAC: 6-furfurylaminopurine                  |

## C10H10
| Brutoformule                              | Naam                                                                                   |
| ----------------------------------------- | -------------------------------------------------------------------------------------- |
| {\displaystyle {\ce {C10H10}}}            | 10-Annuleen ~ als annuleen                                                             |
| {\displaystyle {\ce {C10H10}}}            | Basketeen                                                                              |
| {\displaystyle {\ce {C10H10}}}            | Bullvaleen                                                                             |
| {\displaystyle {\ce {C10H10}}}            | Diline ~ IUPAC: 1,2-dihydronaftaleen                                                   |
| {\displaystyle {\ce {C10H10}}}            | 1,2-Divinylbenzeen ~ als divinylbenzeen                                                |
| {\displaystyle {\ce {C10H10}}}            | 1,3-divinylbenzeen ~ als divinylbenzeen                                                |
| {\displaystyle {\ce {C10H10}}}            | 1,4-Divinylbenzeen ~ als divinylbenzeen                                                |
| {\displaystyle {\ce {C10H10}}}            | Naftaleen ~ als Aceen (Diaceen)                                                        |
| {\displaystyle {\ce {C10H10Br2Zr}}}       | Zirconoceendibromide ~ als organozircoonverbinding                                     |
| {\displaystyle {\ce {C10H10Cl2Nb}}}       | Nioboceendichloride                                                                    |
| {\displaystyle {\ce {C10H10Cl2O3}}}       | 4-(2,4-dichloorfenoxy)butaanzuur                                                       |
| {\displaystyle {\ce {C10H10Cl2Ti}}}       | Titanoceendichloride ~ Formule: {\displaystyle {\ce {Ti(C5H5)2Cl2}}}                   |
| {\displaystyle {\ce {C10H10Cl2Zr}}}       | Zirkonoceendichloride ~ Formule: {\displaystyle {\ce {Zr(C5H5)2Cl2}}}                  |
| {\displaystyle {\ce {C10H10Co}}}          | Kobaltoceen ~ Formule: {\displaystyle {\ce {Co(C5H5)2}}}                               |
| {\displaystyle {\ce {C10H10Cr}}}          | Chromoceen ~ Formule: {\displaystyle {\ce {Cr(C5H5)2}}}                                |
| {\displaystyle {\ce {C10H10Fe}}}          | Ferroceen ~ Formule: {\displaystyle {\ce {Fe(C5H5)2}}} ~ bij synthese fulvaleen        |
| {\displaystyle {\ce {C10H10N2}}}          | 1,5-naftaleendiamine                                                                   |
| {\displaystyle {\ce {C10H10N4O}}}         | Metamitron                                                                             |
| {\displaystyle {\ce {C10H10Ni}}}          | Nikkeloceen ~ Formule: {\displaystyle {\ce {Ni(C5H5)2}}} ~ uit cyclopentadienylnatrium |
| {\displaystyle {\ce {C10H10O}}}           | Benzylideenaceton ~ IUPAC: 4-fenyl-butenon ~ Ook wel: benzalaceton                     |
| {\displaystyle {\ce {C10H10O}}}           | 1- of 2-tetralon                                                                       |
| {\displaystyle {\ce {C10H10O2}}}          | Safrol ~ als fenylpropanoïde                                                           |
| {\displaystyle {\ce {C10H10O4}}}          | Dimethylftalaat                                                                        |
| {\displaystyle {\ce {C10H10O4}}}          | Dimethyltereftalaat                                                                    |
| {\displaystyle {\ce {C10H10O4}}}          | Ferulazuur                                                                             |
| {\displaystyle {\ce {C10H10O4 polymeer}}} | Styreen-maleïnezuuranhydride                                                           |
| {\displaystyle {\ce {C10H10O6}}}          | Chorisminezuur                                                                         |
| {\displaystyle {\ce {C10H10O6}}}          | Prefeenzuur                                                                            |
| {\displaystyle {\ce {C10H10Os}}}          | Osmoceen {\displaystyle {\ce {Os[C5H5]2}}}                                             |
| {\displaystyle {\ce {C10H10S5}}}          | Titanoceenpentasulfide ~ als polysulfide                                               |
| {\displaystyle {\ce {C10H10V}}}           | Vanadoceen {\displaystyle {\ce {V[C5H5]2}}}                                            |

## C10H11
| Brutoformule                           | Naam |
| -------------------------------------- | --- |
| {\displaystyle {\ce {C10H11F3N2O5}}}   | Trifluridine                                                                                                   |
| {\displaystyle {\ce {C10H11NO}}}       | N-benzylacrylamide ~ Formule: {\displaystyle {\ce {C6H5CH2N(H)C(O)CHCH2}}} ~ uit benzylalcohol en acrylonitril |
| {\displaystyle {\ce {C10H11ClN4}}}     | Acetamiprid |
| {\displaystyle {\ce {C10H11ClO3}}}     | Mecoprop |
| {\displaystyle {\ce {C10H11N4Na2O8P}}} | Natriuminosinaat ~ Ook wel: E631, inosine-5'-dinatriumfosfaat, dinatriuminosaat                                |
| {\displaystyle {\ce {C10H11NaO2}}}     | Natriumfenylbutyraat                                                                                           |

## C10H12
| Brutoformule                          | Naam                                                                                                   |
| ------------------------------------- | --- |
| {\displaystyle {\ce {C10H12}}}        | Dicyclopentadieen                                                                                      |
| {\displaystyle {\ce {C10H12}}}        | Tetraline ~ Ook wel: benzocyclohexeen, tetrahydronaftaleen                                             |
| {\displaystyle {\ce {C10H12}}}        | Tetravinyletheen                                                                                       |
| {\displaystyle {\ce {C8H10}}}         | 3,4,5-trimethyleen-hepta-1,6-dieen ~ als Dendraleen: [5]dendraleen                                     |
| {\displaystyle {\ce {C10H12Br4}}}     | 1,3,5,7-tetrabroomadamantaan ~ als derivaat van adamantaan                                             |
| {\displaystyle {\ce {C10H12ClNO2}}}   | Baclofen                                                                                               |
| {\displaystyle {\ce {C10H12ClNO2}}}   | Chloorprofam                                                                                           |
| {\displaystyle {\ce {C10H12Cr2N2O7}}} | Pyridiniumdichromaat                                                                                   |
| {\displaystyle {\ce {C10H12N2}}}      | Tryptamine ~ als stamverbinding van de tryptamines                                                     |
| {\displaystyle {\ce {C10H12N2O}}}     | Cotinine                                                                                               |
| {\displaystyle {\ce {C10H12N2O}}}     | Serotonine ~ afbraak door monoamino-oxidase ~ als tryptamine-derivaat                                  |
| {\displaystyle {\ce {C10H12N2O3S}}}   | Bentazon                                                                                               |
| {\displaystyle {\ce {C10H12N2O4}}}    | Stavudine                                                                                              |
| {\displaystyle {\ce {C10H12N2O5}}}    | Dinoseb                                                                                                |
| {\displaystyle {\ce {C10H12N3O3PS2}}} | Azinfos-methyl                                                                                         |
| {\displaystyle {\ce {C10H12N4O5S}}}   | Tazobactam                                                                                             |
| {\displaystyle {\ce {C10H12N5O6P}}}   | Cyclisch adenosinemonofosfaat ~Ook wel: cAMP                                                           |
| {\displaystyle {\ce {C10H12N5O6PS2}}} | Molybdopterine                                                                                         |
| {\displaystyle {\ce {C10H12N5O7P}}}   | Cyclisch guanosinemonofosfaat                                                                          |
| {\displaystyle {\ce {C10H12O}}}       | Anethol                                                                                                |
| {\displaystyle {\ce {C10H12O}}}       | Benzylaceton ~ IUPAC: 4-fenyl-butanon                                                                  |
| {\displaystyle {\ce {C10H12O}}}       | Estragol                                                                                               |
| {\displaystyle {\ce {C10H12O2}}}      | o-cresylglycidylether                                                                                  |
| {\displaystyle {\ce {C10H12O2}}}      | Eugenol                                                                                                |
| {\displaystyle {\ce {C10H12O2}}}      | Hinokitiol ~ IUPAC: 2-hydroxy-4-isopropyl-2,4,6-cyclohepta-2,4,6-trieen-1-on ~ Ook wel: β-thujaplicine |
| {\displaystyle {\ce {C10H12O2}}}      | 4-(4'-hydroxyfenyl)butaan-2-on ~ Ook wel: frambozenketon                                               |
| {\displaystyle {\ce {C10H12O3}}}      | Coniferylalcohol ~ als fenylpropanoïde                                                                 |
| {\displaystyle {\ce {C10H12O4}}}      | Cantharidine                                                                                           |
| {\displaystyle {\ce {C10H12O5}}}      | Propylgallaat                                                                                          |

## C10H13
| Brutoformule                          | Naam                                                                |
| ------------------------------------- | ------------------------------------------------------------------- |
| {\displaystyle {\ce {C10H13Br3}}}     | 1,3,5-tribroomadamantaan ~ als derivaat van adamantaan              |
| {\displaystyle {\ce {C10H13ClN2}}}    | Chloordimeform                                                      |
| {\displaystyle {\ce {C10H13ClN2}}}    | meta-chloorfenylpiperazine                                          |
| {\displaystyle {\ce {C10H13ClN2O}}}   | Chloortoluron ~ IUPAC: 1-(3-chloor-4-methylfenyl)-3,3-dimethylureum |
| {\displaystyle {\ce {C10H13F3O3SSi}}} | 2-(trimethylsilyl)fenyltriflaat ~ als benzynprecursor               |
| {\displaystyle {\ce {C10H13NO2}}}     | MDA                                                                 |
| {\displaystyle {\ce {C10H13NO2S5}}}   | Varacine                                                            |
| {\displaystyle {\ce {C10H13NO3}}}     | Metirosine ~ Ook wel: Alfa-methyl-para-tyrosine, AMPT               |
| {\displaystyle {\ce {C10H13NO2}}}     | Fenacetine                                                          |
| {\displaystyle {\ce {C10H13N4O8P}}}   | Inosinezuur ~ E630                                                  |
| {\displaystyle {\ce {C10H13N5}}}      | Zeatine                                                             |
| {\displaystyle {\ce {C10H13N5O3}}}    | Desoxyadenosine                                                     |
| {\displaystyle {\ce {C10H13N5O4}}}    | Adenosine                                                           |
| {\displaystyle {\ce {C10H13N5O4}}}    | Desoxyguanosine                                                     |
| {\displaystyle {\ce {C10H13N5O5}}}    | Guanosine                                                           |
| {\displaystyle {\ce {C10H13O3}}}      | Metirosine                                                          |

## C10H14
| Brutoformule                        | Naam                                                                                           |
| ----------------------------------- | ---------------------------------------------------------------------------------------------- |
| {\displaystyle {\ce {C10H14}}}      | Butylbenzeen ~ Ook wel: n-butylbenzeen                                                         |
| {\displaystyle {\ce {C10H14}}}      | 1,2-di-ethylbenzeen                                                                            |
| {\displaystyle {\ce {C10H14}}}      | 1,1-dimethylethylbenzeen ~ Ook wel: tert-butylbenzeen                                          |
| {\displaystyle {\ce {C10H14}}}      | sec-butylbenzeen ~ Ook wel: (but-2-yl)benzeen, (1-methyl-prop-1-yl)benzeen                     |
| {\displaystyle {\ce {C10H14}}}      | Isobutylbenzeen ~ IUPAC: (2-methyl-prop-1-yl)benzeen                                           |
| {\displaystyle {\ce {C10H14}}}      | m-cymeen ~ Ook wel: 1-methyl-3-(1-methylethyl)benzeen, 1-methyl-3-(prop-2-yl)benzeen           |
| {\displaystyle {\ce {C10H14}}}      | o-cymeen ~ Ook wel: 1-methyl-2-(1-methylethyl)benzeen, 1-methyl-2-(prop-2-yl)benzeen           |
| {\displaystyle {\ce {C10H14}}}      | p-cymeen ~ Ook wel: 1-methyl-4-(1-methylethyl)benzeen, 1-methyl-4-(prop-2-yl)benzeen           |
| {\displaystyle {\ce {C10H14}}}      | o-di-ethylbenzeen ~ IUPAC: 1,2-di-ethtylbenzeen                                                |
| {\displaystyle {\ce {C10H14}}}      | Dureen (1,2,4,5-tetramethylbenzeen) ~ in bereiding pyromellietzuur ~als Tetramethylbenzeen     |
| {\displaystyle {\ce {C10H14}}}      | Isodureen (1,3,4,5-tetramethylbenzeen) ~als Tetramethylbenzeen                                 |
| {\displaystyle {\ce {C10H14}}}      | Prehniteen (1,2,3,4-tetramethylbenzeen) ~als Tetramethylbenzeen                                |
| {\displaystyle {\ce {C10H14}}}      | 2,3,4,5-tetramethylfulveen ~ in metaalcomplexen                                                |
| {\displaystyle {\ce {C10H14Br2}}}   | 4-broom-2,5-dimethoxyfenethylamine ~ Ook wel: 2C-B                                             |
| {\displaystyle {\ce {C10H14BrNO2}}} | 1,3-dibroomadamantaan ~ als derivaat van adamantaan                                            |
| {\displaystyle {\ce {C10H14INO2}}}  | 2,5-dimethoxy-4-joodfenethylamine ~ Ook wel: 2C-I                                              |
| {\displaystyle {\ce {C10H14Cl2N3}}} | Chloordimeform hydrochloride                                                                   |
| {\displaystyle {\ce {C10H14NO5PS}}} | Parathion ~ IUPAC: O,O-Di-ethyl-O-(4-nitrofenyl)-thionfosforzure ester ~ als E605, insecticide |
| {\displaystyle {\ce {C10H14N2}}}    | 1,2-bis(3-methylimidazool-2-yliden-1-yl)ethaan ~ als Stabiel carbeen                           |
| {\displaystyle {\ce {C10H14N2}}}    | Nicotine ~ in sigarettenrook, planten                                                          |
| {\displaystyle {\ce {C10H14N2O5}}}  | Telbivudine                                                                                    |
| {\displaystyle {\ce {C10H14N2O5}}}  | Thymidine                                                                                      |
| {\displaystyle {\ce {C10H14N5O7P}}} | Adenosinemonofosfaat ~ Ook wel: AMP (uit Engels: AdenosineMonoPhosphate)                       |
| {\displaystyle {\ce {C10H14N5O7P}}} | Desoxyguanosinemonofosfaat                                                                     |
| {\displaystyle {\ce {C10H14N5O8P}}} | Guanosinemonofosfaat                                                                           |
| {\displaystyle {\ce {C10H14O}}}     | Carvon                                                                                         |
| {\displaystyle {\ce {C10H14O}}}     | Cis-Bicyclo(4,4,0)-dec-7-en-3-on ~ in oxy-Cope-omlegging                                       |
| {\displaystyle {\ce {C10H14O}}}     | 4-tert-butylfenol ~ Ook wel: 4-t-butylfenol; p-tert-butylfenol ~ in Europese standaardreeks    |
| {\displaystyle {\ce {C10H14O}}}     | Safranal                                                                                       |
| {\displaystyle {\ce {C10H14O}}}     | Verbenon                                                                                       |
| {\displaystyle {\ce {C10H14O2}}}    | tert-butylhydrochinon                                                                          |
| {\displaystyle {\ce {C10H14O2}}}    | Kamferchinon                                                                                   |
| {\displaystyle {\ce {C10H14O2}}}    | Nepetalacton                                                                                   |
| {\displaystyle {\ce {C10H14O4}}}    | Ethyleendimethacrylaat                                                                         |
| {\displaystyle {\ce {C10H14O4}}}    | Guaifenesine ~ IUPAC: 3-(2-methoxyfenoxy)-propaan-1,2-diol                                     |
| {\displaystyle {\ce {C10H14O4Pd}}}  | Palladium(II)acetylacetonaat ~ Formule: {\displaystyle {\ce {Pd(C5H7O2)2}}}                    |

## C10H15
| Brutoformule                          | Naam                                                                                               |
| ------------------------------------- | -------------------------------------------------------------------------------------------------- |
| {\displaystyle {\ce {C10H15Br}}}      | 1-broomadamantaan ~ als derivaat van adamantaan                                                    |
| {\displaystyle {\ce {C10H15Br2Cl3}}}  | Halomon                                                                                            |
| {\displaystyle {\ce {C10H15F}}}       | 1-fluoradamantaan ~ als derivaat van adamantaan                                                    |
| {\displaystyle {\ce {C10H15Li}}}      | Pentamethylcyclopentadienyllithium ~ Formule: [C5(CH3)5]Li ~ in synthese van decamethylkobaltoceen |
| {\displaystyle {\ce {C10H15N}}}       | Methamfetamine ~ IUPAC: (S)-N-methyl-1-fenylpropaan-2-amine ~ Ook wel: desoxyn, meth               |
| {\displaystyle {\ce {C10H15N}}}       | 4-methylamfetamine                                                                                 |
| {\displaystyle {\ce {C10H15N}}}       | Geranylnitril                                                                                      |
| {\displaystyle {\ce {C10H15NO}}}      | Efedrine                                                                                           |
| {\displaystyle {\ce {C10H15NO}}}      | Pseudo-efedrine                                                                                    |
| {\displaystyle {\ce {C10H15NO2}}}     | Etilefrine                                                                                         |
| {\displaystyle {\ce {C10H15NO2}}}     | Oxilofrine                                                                                         |
| {\displaystyle {\ce {C10H15NO4}}}     | Kaïnezuur                                                                                          |
| {\displaystyle {\ce {C10H15N2O8P}}}   | Thymidinemonofosfaat                                                                               |
| {\displaystyle {\ce {C10H15N5O10P2}}} | Adenosinedifosfaat ~ Ook wel: ADP                                                                  |
| {\displaystyle {\ce {C10H15N5O10P2}}} | Desoxyguanosinedifosfaat                                                                           |
| {\displaystyle {\ce {C10H15N5O11P2}}} | Guanosinedifosfaat                                                                                 |
| {\displaystyle {\ce {C10H15NO2S}}}    | N-butylbenzeensulfonamide                                                                          |
| {\displaystyle {\ce {C10H15OPS2}}}    | Fonofos                                                                                            |
| {\displaystyle {\ce {C10H15O3PS2}}}   | Fenthion                                                                                           |

## C10H16
| Brutoformule                           | Naam |
| -------------------------------------- | --- |
| {\displaystyle {\ce {C10H16}}}         | Adamantaan |
| {\displaystyle {\ce {C10H16}}}         | 3-careen ~ IUPAC: 3,7,7-trimethylbicyclo[4.1.0]hept-3-een                                                                              |
| {\displaystyle {\ce {C10H16}}}         | Fellandreen |
| {\displaystyle {\ce {C10H16}}}         | Kamfeen ~ IUPAC: 2,2-dimethyl-3-methylene-bicyclo[2.2.1]heptaan                                                                        |
| {\displaystyle {\ce {C10H16}}}         | Limoneen ~ in citronella |
| {\displaystyle {\ce {C10H16}}}         | Myrceen |
| {\displaystyle {\ce {C10H16}}}         | Ocimeen |
| {\displaystyle {\ce {C10H16}}}         | Pentamethylcyclopentadieen |
| {\displaystyle {\ce {C10H16}}}         | α-Pineen ~ als Pineen |
| {\displaystyle {\ce {C10H16}}}         | β-Pineen ~ als Pineen |
| {\displaystyle {\ce {C10H16}}}         | Sabineen ~ IUPAC: β-thujeen, 4-methyleen-1-(1-methylethyl)-bicyclo[3.1.0]hexaan ~ Ook wel: β-thujeen                                   |
| {\displaystyle {\ce {C10H16}}}         | Terpineen |
| {\displaystyle {\ce {C10H16}}}         | α-terpineen ~ als Terpineen |
| {\displaystyle {\ce {C10H16}}}         | β-terpineen ~ als Terpineen |
| {\displaystyle {\ce {C10H16}}}         | γ-terpineen ~ als Terpineen |
| {\displaystyle {\ce {C10H16}}}         | Thujeen |
| {\displaystyle {\ce {C10H16}}}         | Tricyclo[4,3,0,12,5]decaan ~ uitgangsstof voor adamantaan                                                                              |
| {\displaystyle {\ce {C10H16}}}         | Twistaan |
| {\displaystyle {\ce {C10H16ClNO}}}     | Efedrinehydrocloride ~ Ook wel EfedrineHCl, Enurace© ~ derivaat van Efedrine                                                           |
| {\displaystyle {\ce {C10H16Cl3NOS}}}   | Triallaat |
| {\displaystyle {\ce {C10H16MgN2O8}}}   | Magnesiumdiglutamaat ~ Ook wel: E625, magnesiumglutamaat                                                                               |
| {\displaystyle {\ce {[C10H16NO9S2]}}}- | Sinigrine (anion) |
| {\displaystyle {\ce {C10H16N2O3S}}}    | Biotine ~ Ook wel: bioepiderm, bios IIb, coenzym R, factor S, vitamine B7, vitamine B8, vitamine H                                     |
| {\displaystyle {\ce {C10H16N2O4}}}     | Tetra-acetylethyleendiamine (TAED) |
| {\displaystyle {\ce {C10H16N2O4S}}}    | Biotinesulfoxide |
| {\displaystyle {\ce {C10H16N2O5S}}}    | Biotinesulfon ~ oxidatieproduct van biotinesulfoxide                                                                                   |
| {\displaystyle {\ce {C10H16N2O4S}}}    | Nicotinesulfaat ~ Formule: {\displaystyle {\ce {C10H14N2.H2SO4}}}                                                                      |
| {\displaystyle {\ce {C10H16N2O8}}}     | Ethyleendiaminetetra-azijnzuur ~ Ook wel: EDTA                                                                                         |
| {\displaystyle {\ce {C10H16N2O11P2}}}  | Thymidinedifosfaat |
| {\displaystyle {\ce {C10H16N4O3}}}     | Anserine |
| {\displaystyle {\ce {C10H16N4O7}}}     | Vicine |
| {\displaystyle {\ce {C10H16N5O13P3}}}  | Adenosinetrifosfaat ~ Ook wel: ATP |
| {\displaystyle {\ce {C10H16N5O13P3}}}  | Desoxyguanosinetrifosfaat |
| {\displaystyle {\ce {C10H16N5O14P3}}}  | Guanosinetrifosfaat |
| {\displaystyle {\ce {C10H16N6S}}}      | Cimetidine |
| {\displaystyle {\ce {C10H16O}}}        | Adamantan-1-ol ~ als derivaat van adamantaan                                                                                           |
| {\displaystyle {\ce {C10H16O}}}        | Carveol ~ IUPAC: 5-isopropenyl-2-methylcyclohex-2-en-1-ol                                                                              |
| {\displaystyle {\ce {C10H16O}}}        | Citral ~ IUPAC: 2E/Z-3,8-dimethyl-2,6-octadiënal (mengsel) Citral A, E-Citral of geranial Citral B, Z-Citral of neral Ook wel: lemonal |
| {\displaystyle {\ce {C10H16O}}}        | Geranial ~ IUPAC: 2E-3,8-dimethyl-2,6-octadiënal ~ Z-isomeer van citral                                                                |
| {\displaystyle {\ce {C10H16O}}}        | Ipsdienol ~ IUPAC: (4S)-2-methyl-6-methylideenocta-2,7-dien-4-ol                                                                       |
| {\displaystyle {\ce {C10H16O}}}        | Kamfer ~ in kamferspiritus |
| {\displaystyle {\ce {C10H16O}}}        | Neral ~ IUPAC: 2Z-3,8-dimethyl-2,6-octadiënal ~ Z-isomeer van citral                                                                   |
| {\displaystyle {\ce {C10H16O}}}        | Piperiton |
| {\displaystyle {\ce {C10H16O}}}        | Thujon |

## C10H17
| Brutoformule                          | Naam                   |
| ------------------------------------- | ---------------------- |
| {\displaystyle {\ce {C10H17N}}}       | Amantadine             |
| {\displaystyle {\ce {C10H17NO6}}}     | Linamarine             |
| {\displaystyle {\ce {C10H17NS}}}      | 4-methylthioamfetamine |
| {\displaystyle {\ce {C10H17N2O14P3}}} | Thymidinetrifosfaat    |
| {\displaystyle {\ce {C10H17N3O6S}}}   | Glutathion             |
| {\displaystyle {\ce {C10H17N3S}}}     | Pramipexol             |

## C10H18
| Brutoformule                        | Naam                                                   |
| ----------------------------------- | ------------------------------------------------------ |
| {\displaystyle {\ce {C10H18}}}      | Decaline ~ Ook wel: decahydronaftaleen                 |
| {\displaystyle {\ce {C10H18O}}}     | Borneol                                                |
| {\displaystyle {\ce {C10H18O}}}     | 1,4-cineool ~ ook: isocineool; iso-eucalyptol          |
| {\displaystyle {\ce {C10H18O}}}     | Citronellal                                            |
| {\displaystyle {\ce {C10H18O}}}     | Eucalyptol ~ook: 1,8-cineool                           |
| {\displaystyle {\ce {C10H18O}}}     | Fenchol                                                |
| {\displaystyle {\ce {C10H18O}}}     | Geraniol                                               |
| {\displaystyle {\ce {C10H18O}}}     | Isopulegol                                             |
| {\displaystyle {\ce {C10H18O}}}     | Coreandrol ~ Ook wel: S-(−)-linalool                   |
| {\displaystyle {\ce {C10H18O}}}     | Licareol ~ Ook wel: R-(+)-linalool                     |
| {\displaystyle {\ce {C10H18O}}}     | R- of S-linalool ~ steriochemisch niet gespecificeerd  |
| {\displaystyle {\ce {C10H18O}}}     | Myrcenol                                               |
| {\displaystyle {\ce {C10H18O}}}     | Nerol                                                  |
| {\displaystyle {\ce {C10H18O2}}}    | Citronelzuur                                           |
| {\displaystyle {\ce {C10H18O2}}}    | γ-decalacton                                           |
| {\displaystyle {\ce {C10H18O2}}}    | 1,2-di-tert-butoxyethyn ~ als derivaat van ethyndiol   |
| {\displaystyle {\ce {C10H18O2}}}    | Sebacinezuur Decaandizuur                              |
| {\displaystyle {\ce {C10H18O4Si2}}} | Bis(trimethylsilyl)sqaraat ~ in synthese van deltazuur |
| {\displaystyle {\ce {C10H18O4}}}    | 1,4-butaandioldiglycidylether                          |
| {\displaystyle {\ce {C10H18O5}}}    | Di-tert-butyldicarbonaat                               |
| {\displaystyle {\ce {C10H18O5}}}    | Di-ethyleenglycoldiglycidylether                       |

## C10H19
| Brutoformule                         | Naam       |
| ------------------------------------ | ---------- |
| {\displaystyle {\ce {C10H19ClNO5P}}} | Fosfamidon |
| {\displaystyle {\ce {C10H19O6PS2}}}  | Malathion  |

## C10H20
| Brutoformule                           | Naam                                                                                                  |
| -------------------------------------- | --- |
| {\displaystyle {\ce {C10H20}}}         | Cyclodecaan                                                                                           |
| {\displaystyle {\ce {C10H20}}}         | 1-deceen                                                                                              |
| {\displaystyle {\ce {C10H20CaN2O8S2}}} | Acamprosaat                                                                                           |
| {\displaystyle {\ce {C10H20N2S4}}}     | Disulfiram                                                                                            |
| {\displaystyle {\ce {C10H20O}}}        | Citronellol                                                                                           |
| {\displaystyle {\ce {C10H20O}}}        | Menthol                                                                                               |
| {\displaystyle {\ce {C10H20O}}}        | Dihydromyrcenol ~ Ook wel: 2,6-dimethyloct-7-een-2-ol                                                 |
| {\displaystyle {\ce {C10H20O}}}        | Rhodinol                                                                                              |
| {\displaystyle {\ce {C10H20O2}}}       | Decaanzuur ~ Ook wel: carprinezuur ~ als verzadigd vetzuur                                            |
| {\displaystyle {\ce {C10H20O2}}}       | Terpinehydraat                                                                                        |
| {\displaystyle {\ce {C10H20O2}}}       | Octylacetaat ~ Ook wel: ester van 1-octanol en azijnzuur, octylethanoaat ~ als ester, sinaasappelgeur |
| {\displaystyle {\ce {C10H20O4}}}       | Butyldiglycolacetaat                                                                                  |

## C10H21
| Brutoformule                      | Naam                |
| --------------------------------- | ------------------- |
| {\displaystyle {\ce {C10H21N3O}}} | Di-ethylcarbamazine |
| {\displaystyle {\ce {C10H21NOS}}} | Pebulaat            |

## C10H22
| Brutoformule                     | Naam                                                                     |
| -------------------------------- | ------------------------------------------------------------------------ |
| {\displaystyle {\ce {C10H22}}}   | Decaan                                                                   |
| {\displaystyle {\ce {C10H22N2}}} | Isoforondiamine ~ IUPAC: 1-amino-3-aminomethyl-3,5,5-trimethy;cylohexaan |
| {\displaystyle {\ce {C10H22O}}}  | Decaan-1-ol ~ Ook wel: decylalcohol ~ als Vetalcohol                     |
| {\displaystyle {\ce {C10H22O}}}  | Dipentylether                                                            |
| {\displaystyle {\ce {C10H22O}}}  | 8-methylnonaan-1-ol                                                      |
| {\displaystyle {\ce {C10H22O2}}} | Dibutylglycol ~ in extractie Tetrachloorauraat(III)zuur                  |
| {\displaystyle {\ce {C10H22O4}}} | Tri-ethyleenglycolbutylether                                             |
| {\displaystyle {\ce {C10H22S}}}  | 1-decaanthiol ~ International Chemical Safety Card: 0035                 |

## C10H23
| Brutoformule                    | Naam |
| ------------------------------- | --- |
| {\displaystyle {\ce {C10H23B}}} | Bis(1,2-dimethylpropyl)boraan |
| {\displaystyle {\ce {C10H23N}}} | Dipentylamine ~ Formule: (C5H11)2NH ~ IUPAC: N-pentylpentaan-1-amine ~ Ook wel: N-pentyl-1-pentaanamine, diamylamine, di-N-pentylamine |

## C10H24
| Brutoformule                     | Naam |
| -------------------------------- | --- |
| {\displaystyle {\ce {C10H24N2}}} | Ethambutol ~ Formule: {\displaystyle {\ce {(HO(C2H5)CHNHCH2)2}}} ~ IUPAC: 2-[2-(1-hydroxybutan-2-ylamino)ethylamino]butan-1-ol |
| {\displaystyle {\ce {C10H24N4}}} | Cyclam |
| {\displaystyle {\ce {C10H24N4}}} | Tetrakis(dimethylamino)etheen                                                                                                  |

## C10H30
| Brutoformule                        | Naam                                        |
| ----------------------------------- | ------------------------------------------- |
| {\displaystyle {\ce {C10H30O3Si4}}} | Decamethyltetrasiloxaan ~ Ook wel: D5       |
| {\displaystyle {\ce {C10H30O5Si5}}} | Decamethylcyclopentasiloxaan ~ als siloxaan |